# هیمنس (دهانه)
هیمنس یک دهانه برخوردی در ماه‌ است.

## دهانه‌های اقماری
این دهانه ۳ دهانه اقماری دارد.
| Heymans | عرض جغرافیایی | طول جغرافیایی | قطر          |
| ------- | ------------- | ------------- | ------------ |
| D       | ۷۶.۸° N       | ۱۳۲.۳° W      | ۲۵.۰ کیلومتر |
| T       | ۷۵.۲° N       | ۱۵۵.۴° W      | ۳۱.۰ کیلومتر |
| F       | ۷۵.۰° N       | ۱۳۳.۶° W      | ۵۰.۰ کیلومتر |